# 車道

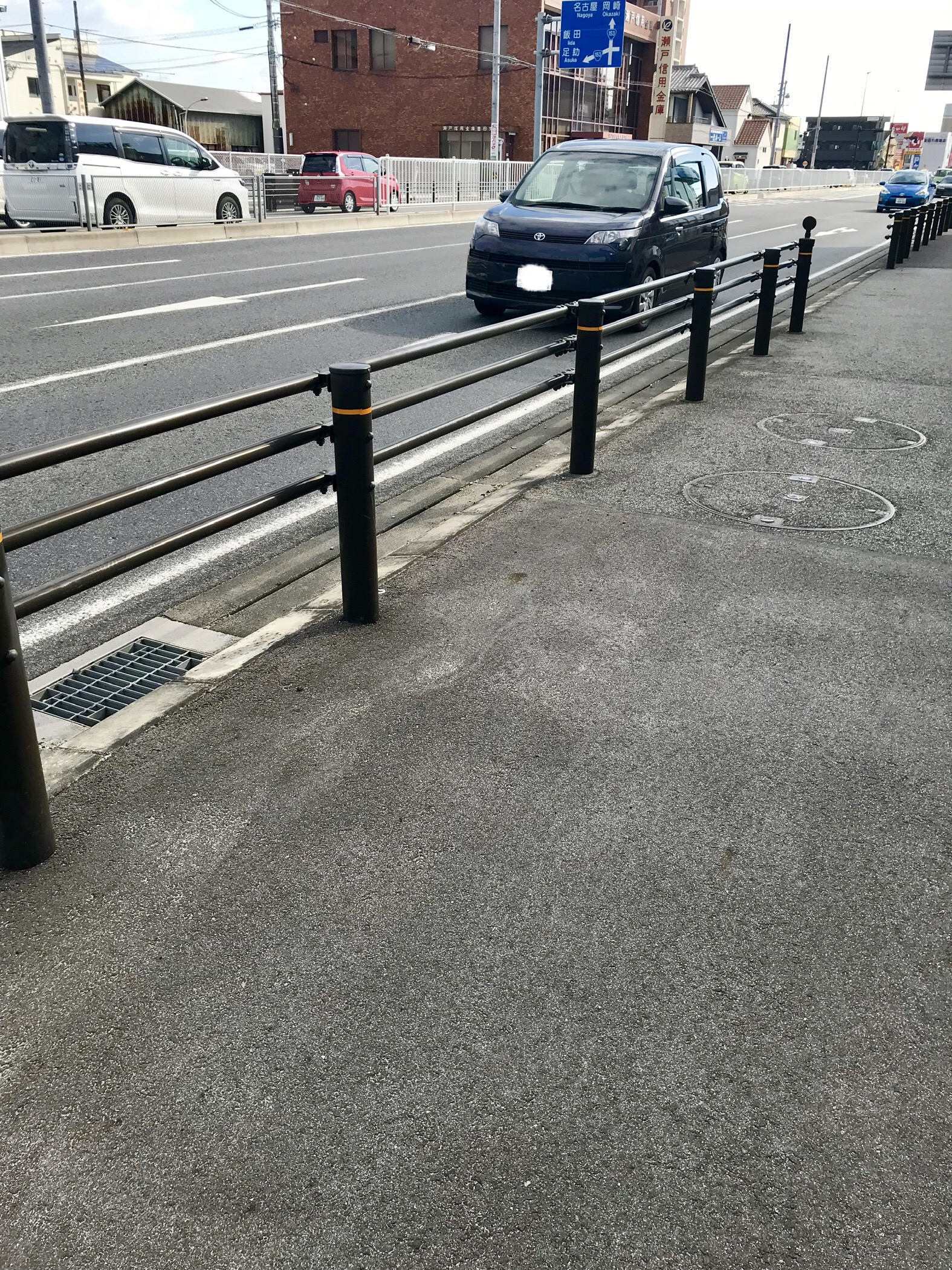
ガードレール左側が車道 (右側は歩道)

車道（しゃどう）は、通常、車両および路面電車が通行する道路の部分である。
以下は、日本の法令における「車道」において詳述する。

## 概要[1]
日本の道路交通法上は、「車両の通行の用に供するため縁石線若しくはさくその他これに類する工作物又は道路標示によつて区画された道路の部分」と、道路法令（道路構造令）上は、「専ら車両の通行の用に供することを目的とする道路の部分（自転車道を除く。）をいう。」とされている。
すなわち、道路法令（道路構造令）上は、道路の部分を区画する工作物のみによって、車道、歩道、自転車道および自転車歩行者道がそれぞれ区別される。（他に、路肩、側帯、軌道敷などがある）
一方、道路交通法上は、道路の部分を区画する工作物（縁石線・柵など）のほか、路側帯としての要件を満たす道路標示（法令上、道路標示と見なす区画線を含む）が存在する場合にもまた、（道路法令上の区分に関係なく）道路交通法上の車道、路側帯、歩道および自転車道として、それぞれ区別されることになる。
しばしば、車道と路側帯とが混同されることがあるが、車道と工作物によって区画されていない道路の部分であっても、区画線（車道外側線）または道路標示によって区画され、かつ路側帯としての要件を満たす場合は、道路交通法上は車道ではなく路側帯である。詳細は、路側帯の項を参照。
またしばしば、路側帯と車道外側線によって区画された部分とが混同されることがあるが、車道外側線によって区画された部分が路側帯としての要件を満たさない場合は、その部分は道路交通法上では道路になる（車道には該当しない）。詳細は、車道外側線の項を参照。
なお、自転車道は、道路交通法上の交通方法の規定（第三章）の適用上は、自転車道が設けられている道路における自転車道と、自転車道以外の車道部分とは、それぞれ別個の車道として扱われる。詳細は、自転車道の項を参照。